# دونكان غراهام (صحفي)
دونكان غراهام (بالإنجليزية: Duncan Graham)‏ هو صحفي ومؤلف أسترالي، ولد في 1938.